# Albrechtsbach (Elexenbach)
Der Albrechtsbach ist ein Fluss im nördlichen Waldviertel in Niederösterreich.
Er entspringt nördlich von Großwolfgers (Gemeinde Weitra), durchfließt sodann den Ort Albrechts (Gemeinde Waldenstein) und mündet in Nondorf (Gemeinde Hoheneich) in den Elexenbach. Auch der Hörmannser See entwässert in den Albrechtsbach.